# Хемпель, Вальтер
Вальтер Матиас Хемпель (также Гемпель; нем. Walther Mathias Hempel; 5 мая 1851, Пульсниц, Саксония — 1 декабря 1916, Дрезден) — немецкий химик, известный своими работами по электролизу и техническому анализу газов.

## Биография
Вальтер Хемпель родился и вырос в семье владельца ткацкой фабрики в Дрездене. В 16 лет он получил аттестат зрелости, затем поступил и учился на протяжении трех лет в Королевском саксонском политехническом институте в Дрездене. Во время франко-прусской войны Вальтер Хемпель был добровольцем в 12-м артиллерийском полку. С 1871 по 1872 год под руководством Августа Вильгельма фон Гофмана и Адольфа фон Байера обучался органической химии в Берлинском университете Фридриха Вильгельма. В 1872 году Вальтер Хемпель учился под руководством Роберта Бунзена в Гейдельберге и в том же году сдал с отличием докторский экзамен.
В 1873 году Вальтер Хемпель вернулся в Дрезден и до 1876 года работал в Центральном химическом управлении общественного здравоохранения.
С 1876 по 1912 Хемпель работал в Саксонской королевской высшей технической школе в Дрездене. До получения хабилитации он работал ассистентом в лаборатории Рудольфа Шмитта. Его хабилитационная диссертация «Новые методы анализа газов» (1878, опубликована в 1880 году) являлась продолжением работы Роберта Бунзена «Газометрические методы». В 1879 году, в возрасте 28 лет, Хемпель был назначен на кафедру технической химии, заняв место Вильгельма Штайна. Уже в следующем году молодой ученый получил звание профессора инженерной химии и стал заведующим лабораторией неорганической и аналитической химии. Вальтер Хемпель вышел в отставку в 1912 году, однако вплоть до 1914 года он продолжал читать лекции. Дважды, в 1891—1893 и 1902—1903 годах, Хемпель был ректором.
В 1888 году Хемпель был избран членом Леопольдины, в 1908 году Хемпель стал членом Саксонского королевского общество наук. С 1914 по 1916 год Вальтер Хемпель был членом правления Общества немецких натуралистов и врачей.
Вальтер Хемпель умер в Дрездене в 1916 году и был похоронен на кладбище Святого Иоганна.
Хемпель был женат на Луизе Делии (1848—1910), сестре американского хирурга (и изобретателя игры халма) Джорджа Ховарда Монкса. Один из его детей, Эберхард Хемпель, стал известным историком искусства.

## Научная деятельность
Хемпель вместе с Клеменсом Винклером считается основоположником технического анализа газов. Он разрабатывал упрощенные методы размерного анализа газов. Вальтер Хемпель также конструировал экспериментальный автоклав. Хемпель изучал вулканические газы, получил вулканическое стекло и пемзу в лабораторных условиях. Вальтер Хемпель впервые ввел применение диафрагмы в хлорно-щелочном электролизе. Он также считается основоположником количественного спектрального анализа в металлургии. В честь Хемпеля названы бюретка Хемпеля, пипетка Хемпеля и печь Хемпеля, также известно здание Вальтера Хемпеля (с 1994) в Техническом университете Дрездена.
В 1911 Хемпель вместе со своим аспирантом Паулем Петчек проанализировал собранные Альфонсом Штюбелем вулканические газы. В 1913 он провел неудачный пробный эксперимент на извергающемся вулкане острова Стромболи.